# Amaurobius galeritus
Espèce
Amaurobius galeritus est une espèce d'araignées aranéomorphes de la famille des Amaurobiidae.

## Distribution
Cette espèce est endémique de Californie aux États-Unis,.